# Триртутьпентакальций
Триртутьпентака́льций — бинарное неорганическое соединение, интерметаллид
кальция и ртути
с формулой Ca5Hg3,
кристаллы.

## Получение
- Сплавление стехиометрических количеств чистых веществ в инертной атмосфере:

{\displaystyle {\mathsf {5Ca+3Hg\ {\xrightarrow {587^{o}C}}\ Ca_{5}Hg_{3}}}}

## Физические свойства
Триртутьпентакальций образует кристаллы тетрагональной сингонии, пространственная группа I 4/mcm, параметры ячейки a = 0,8183 нм, c = 1,4701 нм, Z = 4,
структура типа триборида пентахрома Cr5B3
.
Соединение образуется по перитектической реакции при температуре 587 °C.